# Hulhumeedhoo
Hulhumeedhoo (malediw. ހުޅުމީދޫ) – wyspa na Malediwach, w atolu Addu. Według danych na rok 2014 liczyła 1871 mieszkańców.